# ГЕС-ГАЕС Ляйтцах I, II
ГЕС—ГАЕС Ляйтцах І, ІІ — гідроелектростанція на півдні Німеччини у федеральній землі Баварія, споруджена в басейні річки Мангфаль (впадає у праву притоку Дунаю Інн).
У 1911—1913 роках на водорозділі між долинами Мангфаль та її притоки Ляйтцах за допомогою двох гребель створили водосховище Seehamer, яке поповнювалось за допомогою дериваційного тунелю довжиною 6,7 км, що бере початок вище за течією Ляйтцах біля греблі Muhlauer. А у 1929-му сюди ж вивели другий дериваційний тунель довжиною 7,8 км від греблі Weidenauer, який постачає воду з верхньої течії Мангфаль та її другої притоки Шлірах. Поповнюване таким чином водосховище має загальний об'єм майже 6 млн м3.
Машинний зал станції знаходиться на північний схід від водосховища біля містечка Фельдкірхен-Вестергам. Воно лежить у долині тієї ж річки Мангфаль, яка описує дугу на своєму шляху до Інну, проте на значно нижчому рівні, аніж Seehamer. Це дало змогу реалізувати схему дериваційної ГЕС із напором у 126 метрів. Спершу вона була обладнана лише однією турбіною потужністю 4 МВт, до якої у 1919 році додали ще одну таку ж.
У 1927—1928 роках у заплаві Мангфаль біля машинного залу спорудили штучний нижній резервуар, який дав змогу станції Ляйтцах діяти як гідроакумулюючій, при цьому в процесі модернізації її обладнали шістьма турбінами потужністю по 8 МВт та двома насосами. А в період з 1958-го по 1960-й за тією ж схемою спорудили Ляйтцах ІІ, для забезпечення діяльності якої додали другий нижній резервуар. Ця станція має дві турбіни потужністю по 24,6 МВт та працюючі з ними у складі гідроагрегатів насоси потужністю по 19 МВт.
У 1980—1983 роках застарілу Ляйтцах І модернізували, замінивши основне обладнання на одну оборотну турбіну типу Френсіс потужністю 49 МВт (в насосному режимі — 38 МВт). Також у комплекс додали третій нижній резервуар, який збільшував максимальний обсяг накопиченої енергії — в сукупності всі три пов'язані протоками резервуари мають об'єм у 2 млн м3, тобто менше, ніж у верхнього сховища Seehamer, а отже, саме їхнім розміром лімітуються можливості ГАЕС. У підсумку Ляйтцах І отримала можливість працювати в турбінному режимі більш ніж 11 годин.
З 2001 року комплекс Ляйтцах керується дистанційно з диспетчерського центру в Мюнхені.
Роботу станції забезпечує ЛЕП, що працює під напругою 110 кВ.